# 桝田啓三郎
桝田 啓三郎（ますだ けいざぶろう、1904年4月5日 - 1990年12月12日）は日本の哲学者（ドイツ・アメリカ哲学）。東京都立大学名誉教授。

## 来歴・人物
愛媛県喜多郡大洲町（現大洲市）生まれ。生糸繭屑物商桝田與三郎の三男。1930年、法政大学文学部哲学科卒業。三木清の弟子であった。大学卒業後、法政大学で長く教鞭をとった。千葉大学、旧・東京都立大学などでも教えた。
卓越した語学力の持ち主で、キルケゴール、ウィリアム・ジェームズ、フォイエルバッハ、フィヒテ、ベルクソン、デカルトを翻訳。特にキルケゴールは、独学でデンマーク語を学び原典翻訳を行い、それまでドイツ語訳を使用することの多かった日本の研究状況を一変させた。現在でも新版が刊行されており、文庫も重版されている。
岩波書店『三木清全集』の編者の一人である。蔵書は、師の三木と同じく法政大学図書館に所蔵されている。趣味は読書。住所は東京都杉並区天沼。

## 家族・親族
桝田家
- 妻[3]
- 長男・啓介[3]（1935年 - 2007年、アメリカ文学者、法政大学元教授）
- 長女[3]
- 二女[3]
- 三女[3]
- 四女[3]

## 翻訳
- キェルケゴール「アイロニーの概念」（三木清共訳）「反復」、「選集」改造社、1935
- ウィリアム・ジェイムズ「プラグマティズム」創元社、1952、のち「著作集」日本教文社
- アンリ・ベルクソン「形而上学入門」世界大思想全集：河出書房、1953
- フォイエルバッハ「唯心論と唯物論」創元社、1953、のち角川文庫
- デカルト「第一哲学についての省察　哲学の原理」世界大思想全集：河出書房、1956、のち角川文庫
- カント「純粋理性批判」 高峯一愚共訳　世界大思想全集：河出書房、1956
- I.M.ボヘンスキー「現代のヨーロッパ哲学」岩波書店 1956
- デカルト「省察」 世界文学大系・筑摩書房、1958　のち角川文庫
- キルケゴール「誘惑者の日記　おそれとおののき　死にいたる病」世界文学大系・筑摩書房、1958
- マルクーゼ『理性と革命 ヘーゲルと社会理論の興隆』中島盛夫・向来道男共訳　岩波書店 1961
- ウィリアム・ジェイムズ『宗教的経験の諸相 上・下』「著作集」日本教文社、1962、新版1988
- キルケゴール『二つの教化的講話』「全集」筑摩書房、1962
- キルケゴール「現代の批判 ほか」- 世界の名著・中央公論社、1966、のち新装版
- キルケゴール『あれか-これか』「全集」筑摩書房、1966
- 「個別的因果律の論理・真理と確実性・論理学における客観主義・日本の哲学に対するリッカートの意義」、『三木清全集　第2巻』、岩波書店、1966 - 三木のドイツ語論文を訳す
- フォイエルバッハ「作家と人間　諧謔的・哲学的アフォリズム集」 勁草書房 1971
- ウィリアム・ジェームズ 『根本的経験論』 加藤茂共訳、白水社、1978、新版1998
- フィヒテ 『フランス革命論　革命の合法性をめぐる哲学的考察』 叢書・ウニベルシタス 法政大学出版局、1987

### 文庫・新書判
- キルケゴール『反復』 岩波文庫、初版1956、改版1981
- W・ジェイムズ『プラグマティズム』 岩波文庫、初版1957、改版2010
- W・ジェイムズ『宗教的経験の諸相』 岩波文庫（上下）、1969
- キルケゴール『現代の批判　他一篇』 岩波文庫、1981
- キルケゴール『死にいたる病』 ちくま学芸文庫、1996
- キルケゴール『誘惑者の日記』 ちくま学芸文庫、1998
- キルケゴール『死にいたる病　現代の批判』 中央公論新社〈中公クラシックス〉、2003